# Zaans stikwerk

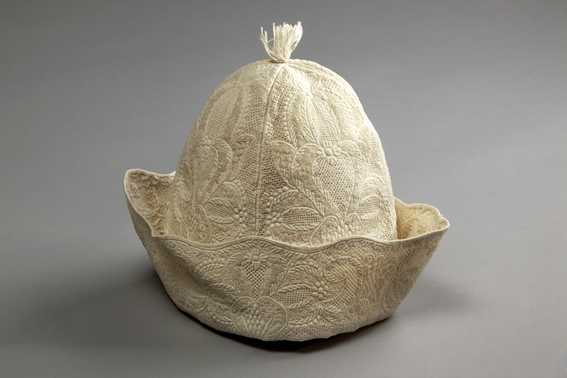
Kraamherenmuts, ca 1725-1750. Centraal Museum Utrecht

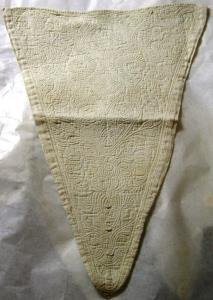
borststuk of voorspelder, 18de eeuw. Amsterdam Museum.

Zaans stikwerk is een handwerktechniek waarbij het patroon in reliëf op de stof komt te liggen en zo verschillende patronen kunnen worden gevormd. Deze techniek is ook bekend onder de naam point de Marseille of Marseillaans borduurwerk. De motieven zijn opgebouwd uit evenwijdig liggende lijnen waar later, vanaf de achterkant een vuldraad doorheen geregen wordt. In Nederland werd voor de bovenkant van de kleding bijna altijd linnen gebruikt. Dit Zaans stikwerk was in de 18de eeuw erg populair. Door de zeer bewerkelijke techniek was kleding met Zaans stikwerk kostbaar.